# Black Bears du Maine
Les Black Bears du Maine sont un club omnisports universitaire de l'Université du Maine à Orono (Maine). Les équipes des Black Bears participent aux compétitions universitaires organisées par la National Collegiate Athletic Association. Maine fait partie de la division America East Conference. L'équipe de football américain évolue en la Colonial Athletic Association tandis que les formations masculines et féminines de hockey sur glace sont membres de la Hockey East.

## Hockey sur glace
L'équipe la plus fameuse des Black Bears est celle de hockey sur glace masculin qui fut championne nationale NCAA en 1993 et 1999 et trois fois vice-championne (1995, 2002 et 2004). En 1993, Maine bat Lake Superior State University 5-4 à la suite d'une troisième période marquée par un triplé de Jim Montgmery. Paul Kariya fut membre de l'édition de 1993, et termina la saison avec 100 points en 39 parties. En 1999, Les Black Bears s'imposent face aux rivaux de l'University of New Hampshire par 3 à 2 en prolongation sur un but de Marcus Gustafsson.

## Football américain
L'équipe de football américain a enregistré des résultats modestes avec une seule participation à un bowl de fin de saison. C'était en 1965 pour le Tangerine Bowl. À cette occasion, les Black Bears furent sévèrement battus 31-0 par East Carolina. En 2007, Maine quittera l'Atlantic Ten Conference pour rejoindre la Colonial Athletic Association (D-I FCS).